# Enes pallidus
Enes pallidus là một loài bọ cánh cứng trong họ Cerambycidae.